# Garrett Muagututia
Garrett Muagututia est un joueur américain de volley-ball né le 26 février 1988 à Oceanside, en Californie. Il a remporté avec l'équipe des États-Unis la médaille de bronze du tournoi masculin aux Jeux olympiques d'été de 2024, organisés à Paris.